# Elsa Gille
Elsa Gille, pseudonym som aldrig avslöjats, var en svensk författare. Hennes verk skildrade kärlek mellan kvinnor, ofta helt explicit.